# John Thurloe
John Thurloe (baptisé le 12 juin 1616 – 21 février 1668), est un homme d'État anglais de la Première Révolution anglaise.

## Biographie
Né dans le comté d'Essex, il devint avocat, avant de s'engager dans le parti des Têtes rondes. En 1645, il fut secrétaire des commissaires du parlement au traité d'Uxbridge, conclu avec Charles Ier, puis ambassadeur près des Provinces-Unies en 1651. Il fit partie du cabinet de 1652, et enfin fut nommé secrétaire du Conseil d'État pendant le protectorat d'Oliver Cromwell. Il est aussi contrôleur général des Postes, ce qui lui permet de développer un réseau de renseignement au profit du Lord-Protecteur extrêmement efficace. C'est lui qui découvrit le complot royaliste de Harrison. 
Après le retour de Charles II, il fut mis quelque temps en prison pour crime de haute trahison. Il vécut ensuite dans la retraite, où Clarendon le consultait souvent sur les affaires. 
On a de lui une collection d'importance, intitulée Papiers d'État (édités à Londres en 1742, 7 volumes in-folio), qui renferme de précieux documents sur les affaires de l'Europe sous Cromwell.